# مدينة نواة
| تقسيمات اليابان الإدارية |
| مستوى المحافظة |
| --- |
| محافظات (都道府県 تو دو فو كين) |
| مستوى أقسام المحافظة |
| فروع المحافظات (支庁 شي تشو) مقاطعات (郡 غون) |
| مستوى الحكومات المحلية |
| |
| مدن معرفة (政令指定都市 سيه ريه شي تيه تو شي) مدن نواة (中核市 تشوكاكو شي) مدن خاصة (特例市 توكو ريه شي) مدن (市 شي) أحياء خاصة (طوكيو) (特別区 توكو بيتسو كو) بلدات (町 تشو, ماتشي) قرى (村 صون, مورا) |
| مستوى أقسام الحكومات المحلية |
| أحياء (区 كو) |

المدينة النواة (باليابانية: 中核市 تشوكاكوشي) هي أحد مراتب المدن اليابانية تنشأ بموجب الفقرة 252، القسم 22 من قانون الإدارة المحلي في اليابان. تمنح المدينة النواة العديد من الصلاحيات التي تمنح لحكومات المحافظات ولكن ليس بوسع صلاحيات المدينة المختارة. من أجل أن ترشح أي مدينة للحصول على صفة مدينة نواة، يجب على المدينة أن تحقق الشرط التالي:
- أن يكون تعداد سكانها يفوق 300 ألف نسمة.

ويتم ترشيح المدينة للحصول على اللقب من قبل مجلسي المدينة والمحافظة التي تتبع لها.

## قائمة المدن النواة في اليابان
في عام 2008 يوجد 39 مدينة تم منحها صفة نواة هي:( بحسب قدم تاريخ منحها الصفة):
1 أبريل، 1996
| - أوتسونوميا، توتشيغي - توياما، توياما - كانازاوا، إيشيكاوا | - غيفو، غيفو - هيميجي، هيوغو - أوكاياما، أوكاياما | - كوماموتو، كوماموتو - كاغوشيما، كاغوشيما |

1 أبريل، 1997
| - أكيتا، أكيتا - كورياما، فوكوشيما | - واكاياما، واكاياما - ناغاساكي، ناغاساكي | - أويتا، أويتا |

1 أبريل، 1998
| - تويوتا، آيتشي - فوكوياما، هيروشيما | - كوتشي، كوتشي | - ميازاكي، ميازاكي |

1 أبريل، 1999
| - إواكي، فوكوشيما - ناغانو، ناغانو | - تويوتا، آيتشي | - تاكاماتسو، كاغاوا |

1 أبريل، 2000
| - أساهيكاوا، هوكايدو | - ماتسوياما، إهيمه |

1 أبريل، 2001
- يوكوسوكا، كاغاوا

1 أبريل، 2002
| - نارا، نارا | - كوراشيكي، أوكاياما |

1 أبريل، 2003
| - كاواغويه، سايتاما - فوناباشي، تشيبا | - ساغاميهارا، كاناغاوا | - تاكاتسوكي، أوساكا |

1 أبريل، 2005
- توياما، توياما
- هيغاشيوساكا، أوساكا

1 أكتوبر، 2005
| - هاكوداته، هوكايدو | - شيمونوسكي، ياماغوتشي |

1 أكتوبر، 2006
- آوموري، آوموري

1 أبريل، 2008
| - كاشيوا، تشيبا - نيشينوميا، هيوغو | - كورومه، فوكوكا | - موريوكا، إيواته |